# Mostar Sevdah Reunion
Mostar Sevdah Reunion es un conjunto musical de Mostar, Bosnia y Herzegovina que interpreta casi exclusivamente sevdalinka. La banda está compuesta por músicos experimentados y con frecuencia colabora con músicos de reconocido prestigio en el campo de la música gitana: hicieron dos álbumes con Šaban Bajramović y dos álbumes con Ljiljana Buttler. Ljiljana solía ir de gira con la banda hasta su muerte en 2010.
La banda fue formada por Dragi Šestić de Mostar en 1998. Comenzó como un grupo de músicos locales, con talento y con experiencia. Eran viejos amigos que se reunieron de nuevo en el verano de 1999 para grabar su primer álbum.
Su primer CD fue lanzado 1999. Desde entonces se convirtió en popular entre los world music al público, actuando en diversos festivales de música del mundo y recibir una serie de premios de la música.
Los miembros de la banda son: Mišo Petrović (guitarra), Sandi Duraković (guitarra), Antonija Batinić (voz), Marko Jakovljević (bajo), Gabrijel Prusina (piano), Senad Trnovac (batería) y Vanja Radoja (violín) .

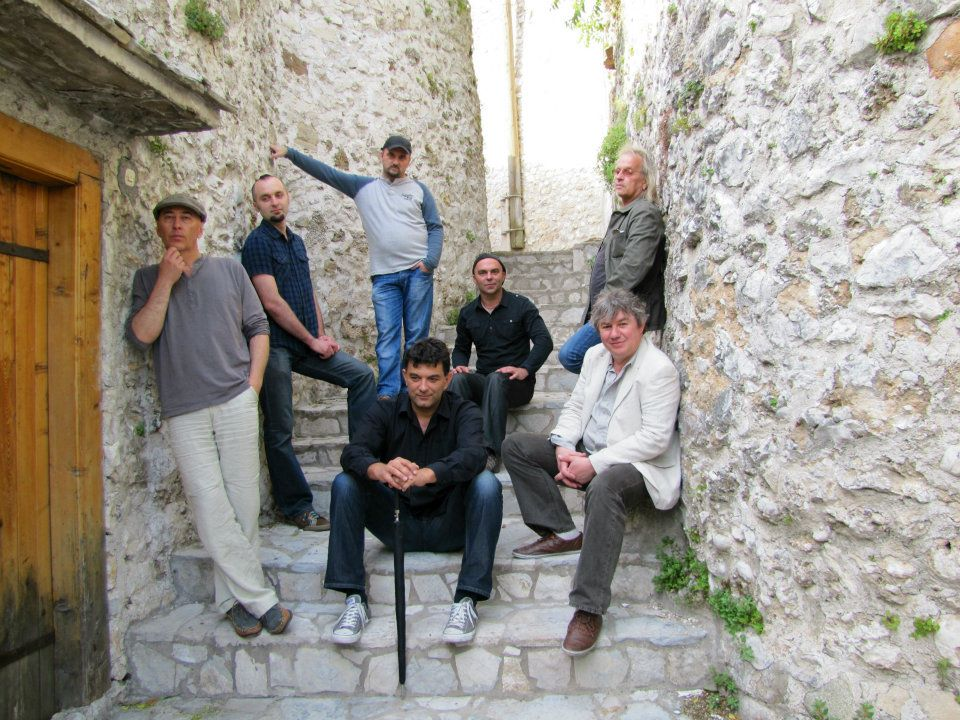
Mostar Sevdah Reunion and Dragi Sestic

## Discografía
1. Mostar Sevdah Reunion: "Mostar Sevdah Reunion" (1999.),
2. Mostar Sevdah Reunion presents Šaban Bajramović: "A Gypsy legend" (2001.),
3. Mostar Sevdah Reunion and Ljiljana Buttler: "The Mother of Gypsy Soul" (Snail Records 2002.),
4. Mostar Sevdah Reunion: "A Secret Gate" (Snail Records 2003.),
5. Mostar Sevdah Reunion and Ljiljana Buttler: "The legends of life" (Snail Records 2005.),
6. Mostar Sevdah Reunion: "Saban" (Snail Records 2006.),
7. Mostar Sevdah Reunion: "Cafe Sevdah" (2007.),
8. Mostar Sevdah Reunion and Ljiljana Buttler "Frozen Roses" (Snail Records 2010.),.
9. Mostar Sevdah Reunion: "Tales From A Forgotten City" (Snail Records 2013.),
10. Mostar Sevdah Reunion: "Kings Of Sevdah" (Snail Records 2016.),
11. Mostar Sevdah Reunion presents Sreta  "The Balkan Autumn" (Snail Records 2018.),
12. Mostar Sevdah Reunion "Lady SIngs The Balkan Blues" (Snail Records 2022.),
13. Mostar Sevdah Reunion "Live in Sarajevo" (Snail Records 2023.),
14. Mostar Sevdah Reunion "Bosa Mara" (Snail Records 2024.),

## Premios
- "Davorin" bosnios Music Awards: Premio Especial 2002
- "Davorin" bosnios Music Awards: el mejor Etno álbum del año 2003 (de "La Madre del Alma gitana: Ljiljana Buttler")
- "Davorin" bosnio: Premios de la Música al Mejor Álbum del Año 2004

## Películas
- Mostar Sevdah Reunion - por Pjer Zalica 2000
- Sevdah - the Bridge that Survived - por Mira Erdevički 2005
- Tales From A Forgotten City - de Amir Grabus 2013